# 绿湖 (南极洲)
綠湖（英語：Lake Midori），是南極洲的湖泊，位於毛德皇后地的哈拉爾王子海岸，處於蜂巢峰東南面0.6公里，根據日本探險隊的測量和拍攝的空中照片繪入地圖，現時由南極條約體系管理。

## 外部連結
- . . United States Geological Survey.   [2013-09-24].
- 本条目引用的公有领域材料来自美国地质调查局的文档《绿湖 (南极洲)》 （資料來自地名信息系统）。

69°1′S 39°36′E / 69.017°S 39.600°E